# Infinity Science Fiction
Pour les articles homonymes, voir Infinity.

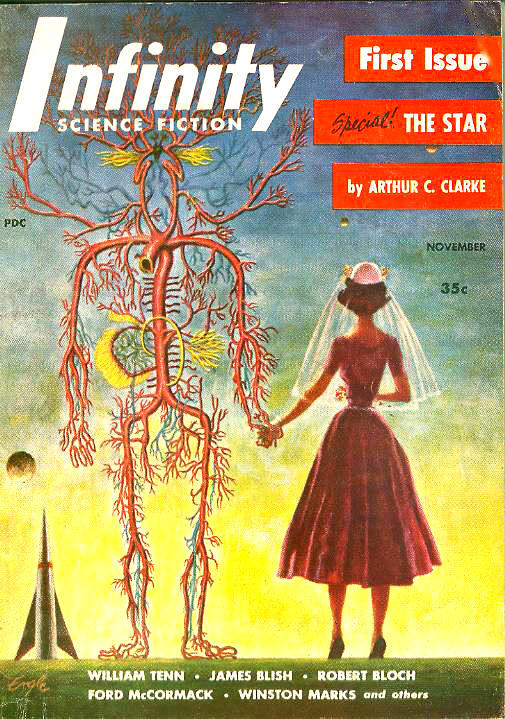
Couverture du premier numéro (novembre 1955).

Infinity Science Fiction (aussi connu sous son nom abrégé : Infinity) est un magazine de science-fiction américain, publié de novembre 1955 à novembre 1958, et qui a cessé de paraître au bout de vingt numéros.
L'éditeur de ce magazine était Larry T. Shaw (ne pas confondre avec le réalisateur Larry Shaw).